# Kopnena Vojska Srbije
L'esercito serbo (Копнена Војска / Kopnena Vojska, let. Esercito Terrestre) è la componente terrestre delle forze armate serbe, responsabili della difesa della sovranità e dell'integrità territoriale della Serbia da nemici stranieri; partecipando ad operazioni di peacekeeping; e fornendo aiuti umanitari e in caso di catastrofe. Originariamente fondato nel 1838, l'esercito serbo venne incorporato nel nuovo stato di Jugoslavia nel 1918. L'esercito serbo attuale è attivo dal 2006, quando la Serbia ripristinò la sua indipendenza.

## Status attuale
L'esercito serbo è il più grande componente delle forze armate serbe. Ci sono circa 30.000 membri attivi e 50.000 riservisti. L'esercito è composto interamente da professionisti e volontari in seguito alla sospensione del servizio militare obbligatorio il 1º gennaio 2011.
La 2a, la 3ª e la 4ª Brigata hanno il compito di garantire la Zona di Sicurezza Terrestre (GSZ), larga 5 km, lungo la linea amministrativa tra la Serbia centrale e il territorio conteso del Kosovo. La GSZ si estende lungo 384 km e si estende su una superficie totale di circa 1.920 chilometri quadrati. Ci sono oltre 20 campi di controllo e di sicurezza nella zona.
Ci sono piani per aumentare il coinvolgimento dell'esercito serbo in operazioni umanitarie e di mantenimento della pace all'estero.

## Formazioni e struttura

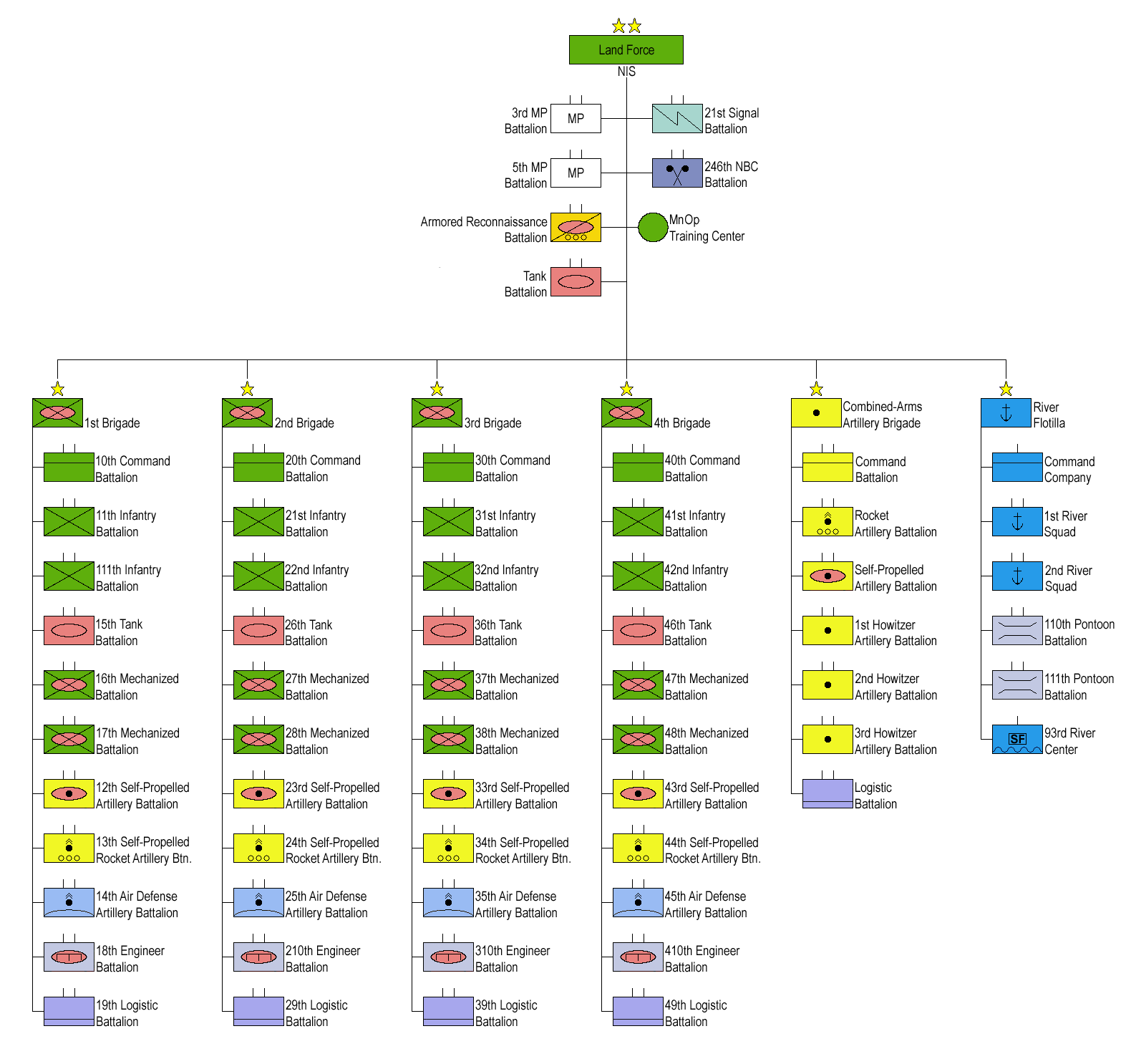
Struttura dell'esercito serbo (clicca per ingrandire)

A seguito della riorganizzazione del 2006, l'esercito serbo si compone di sei brigate primarie. Le quattro brigate sono più grandi di una brigata moderna tradizionale, la loro dimensione è più simile ad una divisione. Ogni brigata si compone di dieci battaglioni: un battaglione comando, un battaglione corazzato, due battaglioni meccanizzati, due battaglioni di fanteria, un battaglione d'artiglieria semovente, un battaglione di difesa aerea aerea, un battaglione del genio e un battaglione della logistica. L'unica eccezione è la 1ª brigata, essendo un piccolo battaglione di fanteria.
- Comando dell'Esercito (Niš)
  - 3º Battaglione Polizia Militare (Niš)
  - 5º Battaglione Polizia Militare (Belgrado)
  - 246º Battaglione NBC (Kruševac)
  -  21º Battaglione delle Comunicazioni (Niš)

- 1ª Brigata (Novi Sad)
  - 10º Battaglione Comando
  - 11º Battaglione di Fanteria
  - 12º Battaglione d'Artiglieria Semovente

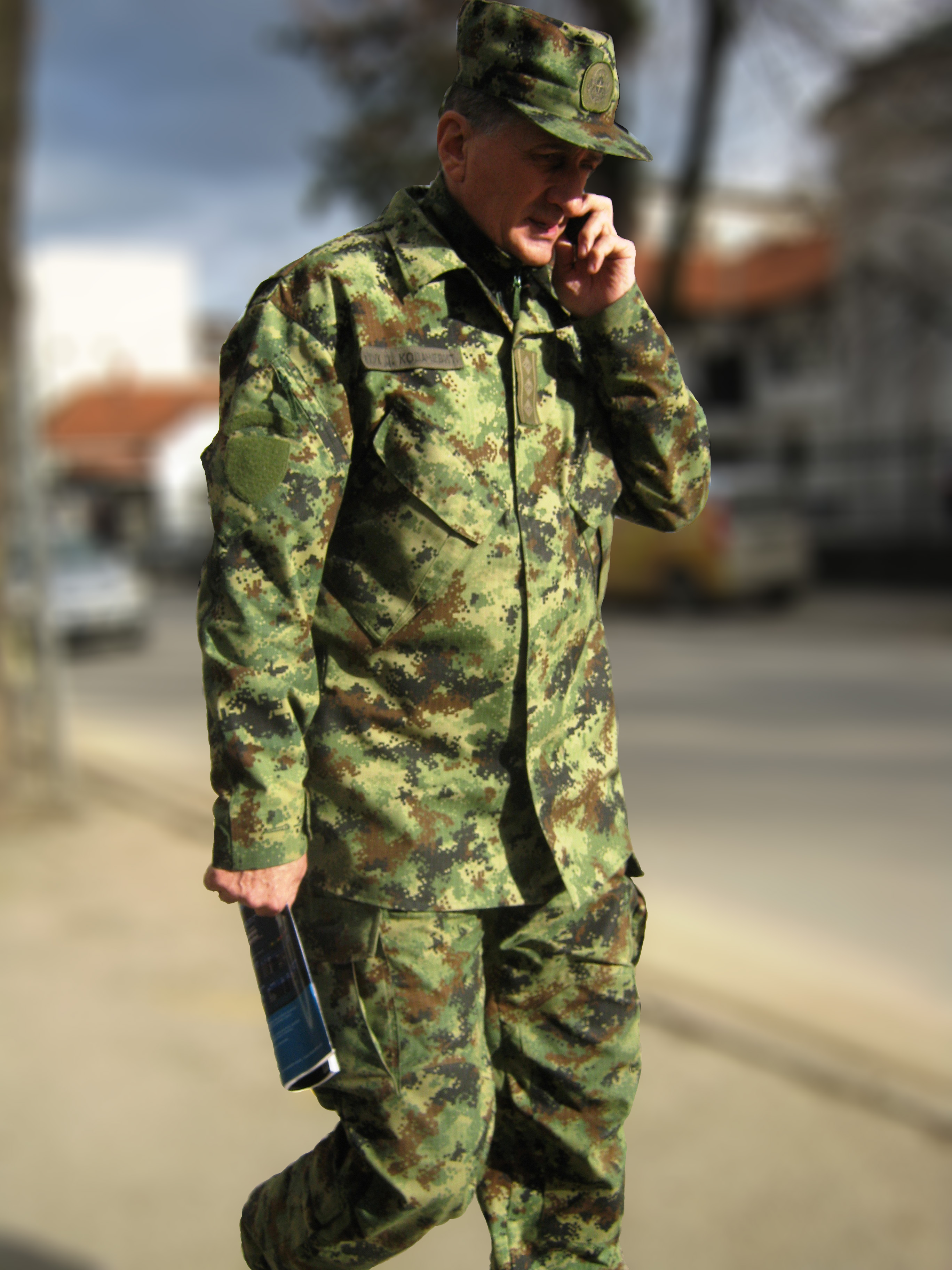
Uniforme dell'esercito serbo M10

  - 13º Battaglione di Lanciamissili Semoventi
  - 14º Battaglione di Difesa Aerea
  - 15º Battaglione Corazzato
  - 16º Battaglione Meccanizzato
  - 17º Battaglione Meccanizzato
  - 18º Battaglione del Genio
  - 19º Battaglione Logistico
- 2ª Brigata (Kraljevo)
  - 20º Battaglione Comando
  - 21º Battaglione di Fanteria
  - 22º Battaglione di Fanteria
  - 23º Battaglione d'Artiglieria Semovente
  - 24º Battaglione di Lanciamissili Semoventi
  - 25º Battaglione di Difesa Aerea
  - 26º Battaglione Corazzato
  - 27º Battaglione Meccanizzato
  - 28º Battaglione Meccanizzato
  - 29º Battaglione Logistico
  - 210º Battaglione del Genio
- 3ª Brigata (Niš)
  - 30º Battaglione Comando
  - 31º Battaglione di Fanteria
  - 32º Battaglione di Fanteria
  - 33º Battaglione di Mortai Semoventi
  - 34º Battaglione di Lanciarazzi Multipli Semoventi
  - 35º Battaglione di Difesa Aerea
  - 36º Battaglione Corazzato
  - 37º Battaglione Meccanizzato
  - 38º Battaglione Meccanizzato
  - 39º Battaglione Logistico
  - 310º Battaglione del Genio
- 4ª Brigata (Vranje)
  - 40º Battaglione Comando
  - 41º Battaglione di Fanteria
  - 42º Battaglione di Fanteria
  - 43º Battaglione di Mortai Semoventi
  - 44º Battaglione di Lanciarazzi Multipli Semoventi
  - 45º Battaglione di Difesa Aerea
  - 46º Battaglione Corazzato
  - 47º Battaglione Meccanizzato
  - 48º Battaglione Meccanizzato
  - 49º Battaglione Logistico
  - 410º Battaglione del Genio
- Mešovita artiljerijska brigada (Niš)
  - Battaglione Comando
  - Battaglione Misto d'Artiglieria Missilistica
  - 1º Battaglione Obici-Cannoni
  - 2º Battaglione Obici-Cannoni
  - 3º Battaglione Cannoni
  - 4º Battaglione Cannoni
  - 69º Battaglione Logistico
- Flottiglia Fluviale (Novi Sad)
  - Compagnia Comando
  - 1º Distaccamento Fluviale
  - 2º Distaccamento Fluviale
  - 1º Battaglione Pontoni
  - 2º Battaglione Pontoni
  - Compagnia Logistica
- Specijalna brigada (Pančevo)
  - Battaglione Comando
  - Battaglione Logistico
  -  Polizia Militare/Battaglione anti-terrorismo
  -  Bataljon vojne policije specijalne namene "Kobre"
  -  63. Padobranski bataljon
  -  Izviđačko-diverzantski bataljon

## Equipaggiamento

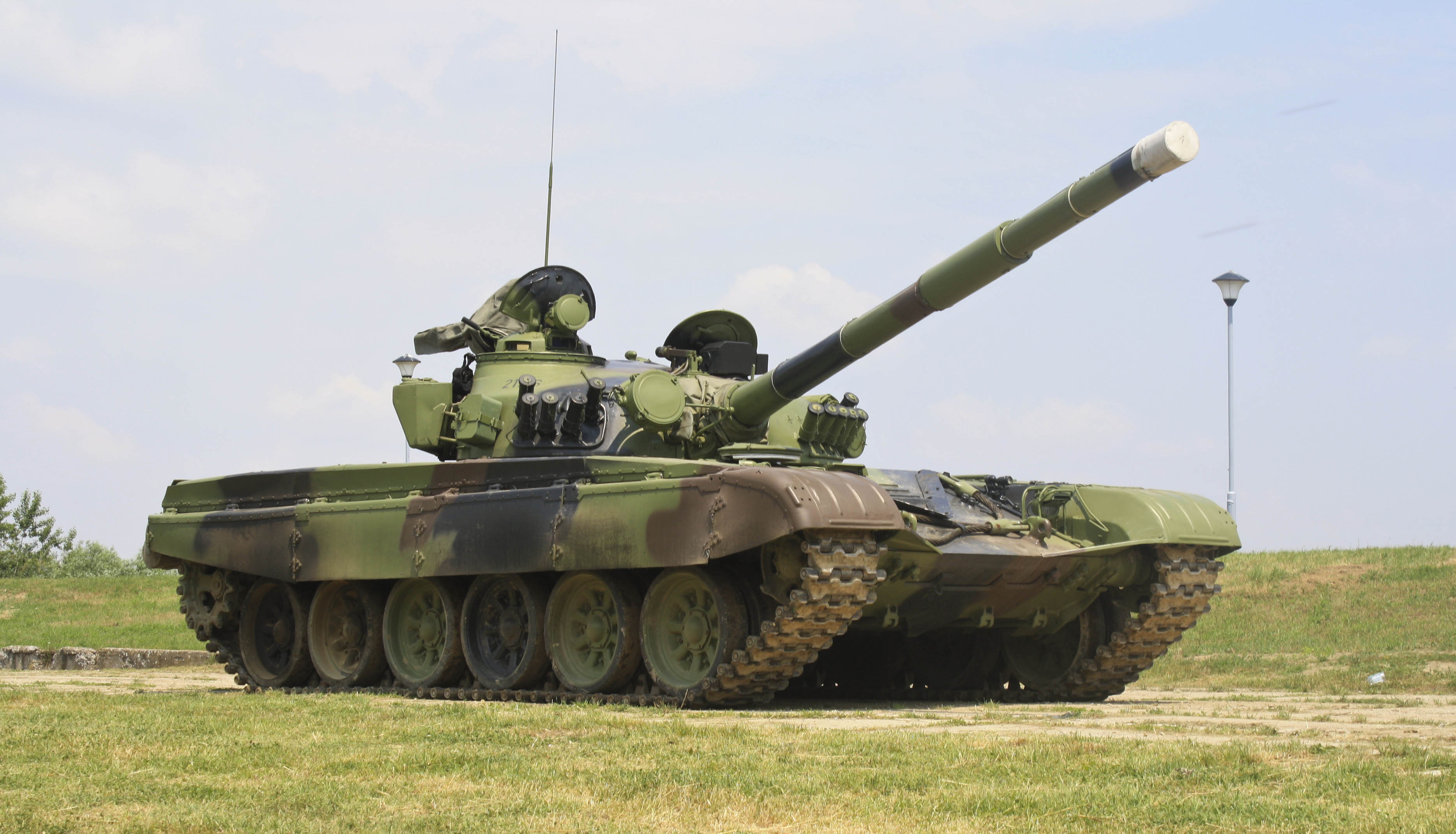
Carro armato da combattimento M-84

### Veicoli corazzati da combattimento
- M-84[5]
- BVP M-80[5]
- BOV M-86[5]
- BTR-50[5]
- BRDM-2[5]
- Humvee[6]

### Artiglieria

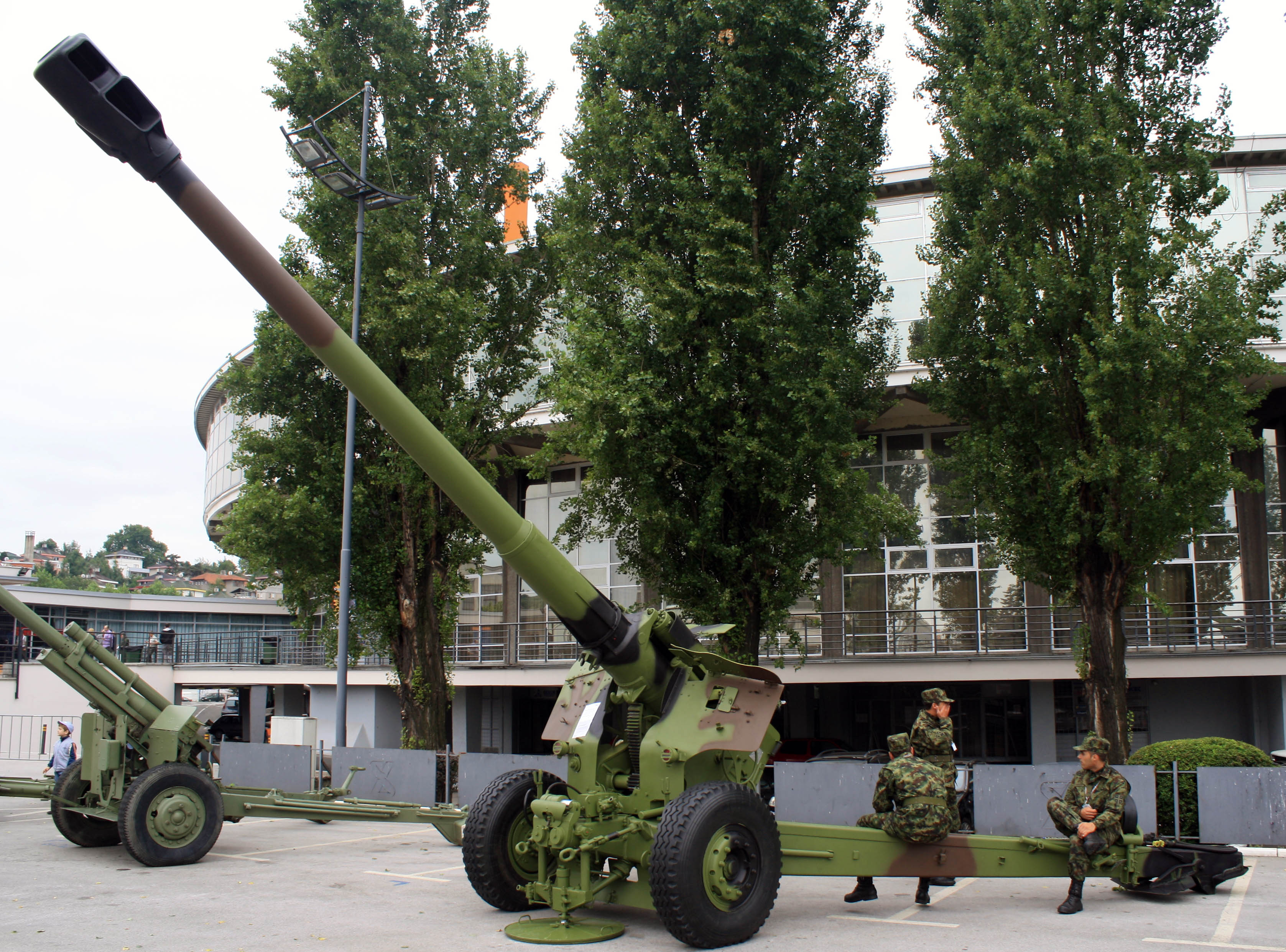
Nora 152mm howitzer

- D-30[5]
- M-46[5]
- M84 NORA[5]
- 2S1 Gvozdika[5]
- M-63 Plamen[5]
- M-77 Oganj[5]
- M-87 Orkan[5]

### Anticarro
- M79 Osa[5]
- M80 Zolja[5]

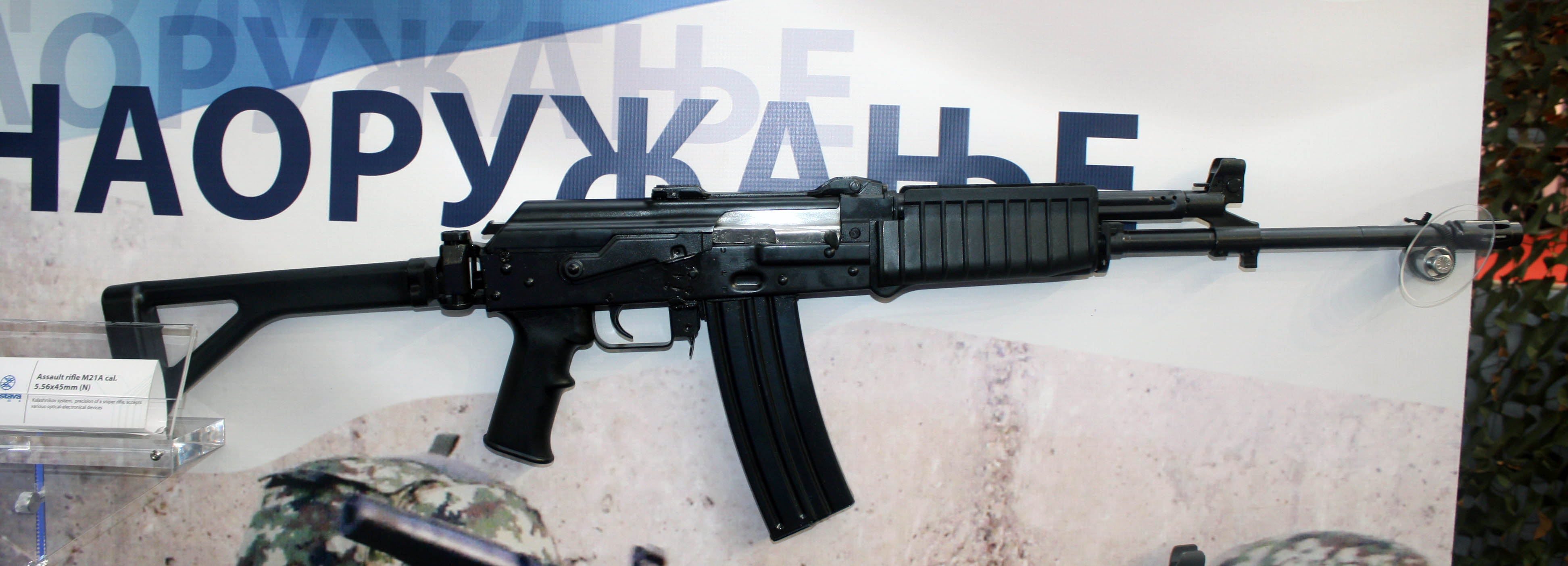
Fucile d'assalto Zastava M21

- Maljutka-2T con lanciagranate portatile (9P111) e missile 9M14-2T[7]
- Polo M-83 con missile 9M14-2T[7]
- 9K111 Fagot[5]

### Difesa aerea
- Bofors L/70, guidato con M85 "GIRAFFE"[5]
- 9K31 Strela-1[5]
- 9K35 Strela-10[5]
- 9K38 Igla[5]
- Strela 2[5]

### Armi leggere

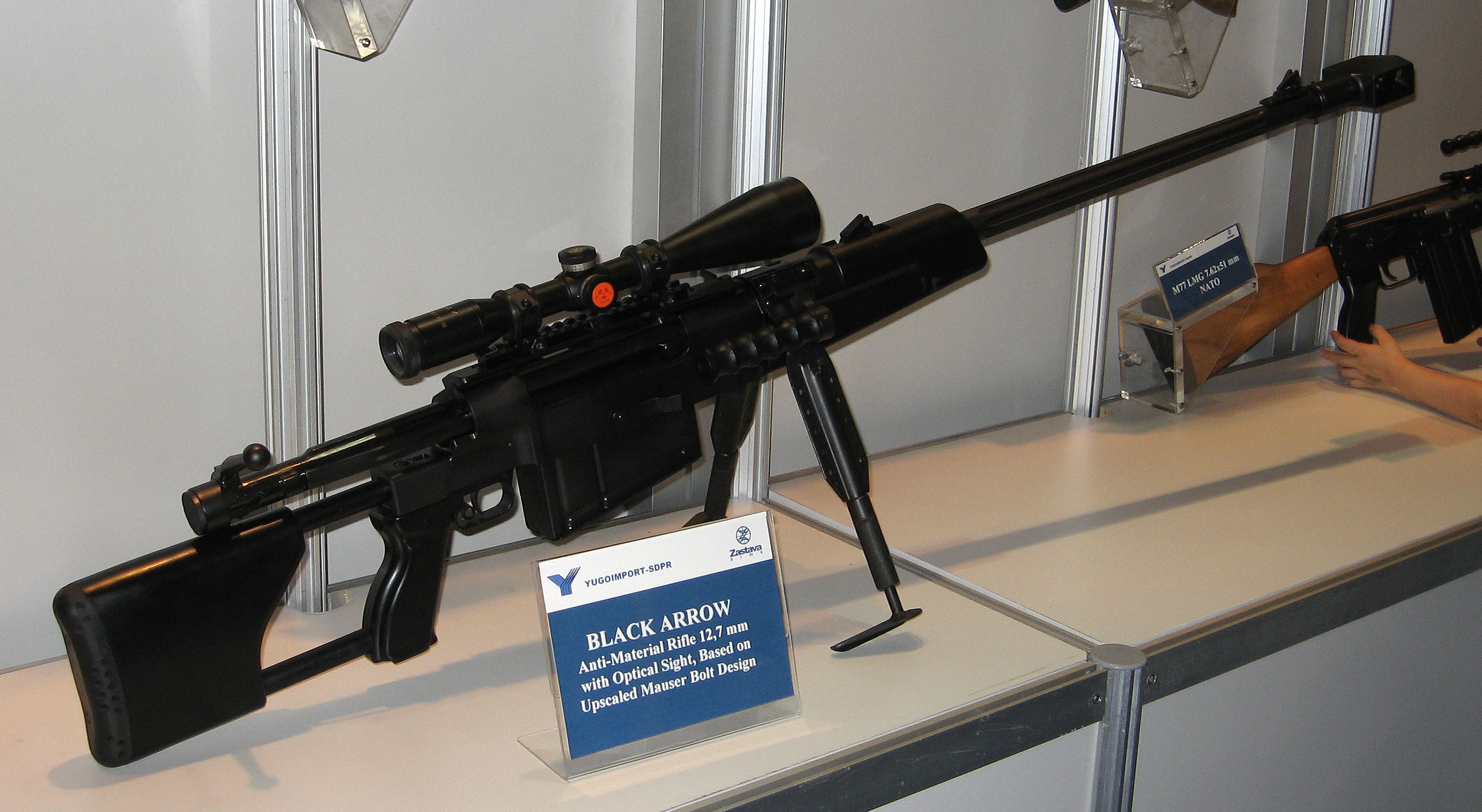
Fucile anti-materiale Zastava M93

- CZ 99[5]
- Zastava M21[5]
- Zastava M70[5]
- Zastava M72[5]
- Zastava M76[5]
- Zastava M84[5]
- Zastava M91[5]
- Zastava M93 Black Arrow[5]
- BGA[5]
- M74/M75[5]